# Louis-Antoine Dornel
Louis-Antoine Dornel (* 30. März 1680 in Presles bei Beaumont-sur-Oise; † 22. Juli 1757 ebenda) war ein französischer Komponist, Organist und Musikpädagoge des Barock.

## Leben und Wirken
Über die frühe Zeit und die Ausbildung von Louis-Antoine Dornel sind keine Informationen überliefert; in einer älteren, weniger verlässlichen Quelle (Baumgartner Barockmusik) ist ein Organist namens Chauvet als sein Lehrer genannt, dem Dornel 1713 seine Triosonaten gewidmet hat. Die früheste belegte Information ist seine erste Anstellung als Organist an der kleinen Pfarrei Sainte-Madeleine-en-la-Cité in Paris am 1. November 1706 als Nachfolger von François Agincourt. Hier war er gegenüber Jean-Philippe Rameau bevorzugt worden, der zwar den Wettbewerb um die genannte Nachfolge gewonnen hatte, aber seine anderen Organistenstellen nicht aufgeben wollte, was aber seitens der Kirchenbehörden vorgeschrieben war. Im Jahr 1713 übernahm er zusätzlich das Organistenamt an der Pariser Kirche Sainte-Geneviève-des-Ardents, verließ diese Stelle jedoch wieder im Januar 1714. Nach weiteren gut zwei Jahren gab er auch sein Amt an Sainte-Marie-Madeleine auf und bekam am 8. Juni 1716 die survivance (Nachfolge-Anwartschaft) der Stelle an der Abtei Sainte-Geneviève nach André Raison, zunächst als dessen Stellvertreter; er trat das Amt aber erst an, nachdem Raison 1719 verstorben war.
Ein großer Schritt im Leben Dornels war am 6. Oktober 1725 seine Ernennung zum maître de musique an der Académie française als Nachfolger von Jean-Baptiste Drouard du Bousset, der wenige Tage zuvor verstorben war. Hier gehörte es zu seinen Aufgaben, alljährlich zum St.-Ludwigs-Fest am 25. August für die Akademie eine Motette zu komponieren und selbst aufzuführen. Leider ist keine dieser Motetten überliefert. Ab 1731 hatte er zusätzlich die Organistenstelle am Kloster der Mathurins inne; in dieser Funktion wird er 1737 in dem Kalendarium von Maupoint erwähnt. Doch schon ein Jahr später, im Oktober 1738, wurde diese Stelle an den Cembalisten der Gesangsschule an der Pariser Oper, Charles Noblet (1715–1769) vergeben. Später betrieben einflussreiche Pariser Kreise gegen Dornel eine Intrige mit dem Ziel, dass die Stelle an der Académie française an François Rebel gehen sollte, mit der Folge, dass der Komponist am 31. März 1742 mit der Begründung beurlaubt wurde, seine Motetten zum Fest des heiligen Ludwig seien »fort negligez et presque toujours mal exécutez« (stark vernachlässigt und fast immer schlecht ausführbar). Am 6. Dezember 1748 übernahm Dornel das Amt des Organisten an der Kirche Saint-Germain-le-Vieil, und nach dem Jahr 1750 beauftragte er seinen Neffen und Schüler Louis Claude Gouffé zu seiner Unterstützung als Stellvertreter sowohl an der Abtei Sainte-Geneviève als auch an der Pfarrkirche Saint-Germain-le-Vieil. Die letztgenannte Stelle gab er am 8. Juli 1757 auf. Weil er sich alt und krank fühlte, hatte er sich schon vorher zu seinem jüngeren Bruder Jean an seinen Geburtsort Presles zurückgezogen. Wenige Wochen vor seinem Tod, am 29. Juni 1757, hatte er seinem Neffen und Nachfolger an den verbliebenen Kirchen die notariell bestätigte Vollmacht gegeben, für ihn die Rentenzahlungen entgegenzunehmen.

## Bedeutung
In der Zeitschrift Mercure de France war im April 1726, im Juni und Juli 1729 und im Dezember 1736 zu lesen, dass die alljährlich zum St.-Ludwigs-Fest aufgeführten Motetten Dornels gut aufgenommen wurden und auch im Concert spirituel aufgeführt wurden, darüber hinaus, dass ein »Laudate pueri Dominum« des Komponisten im Juni 1745 in einer Messe für den französischen König zur Aufführung kam. Die genannten Werke sind verloren gegangen. 1731 erschien von ihm eine Sammlung von Klavierkompositionen Pièces de claveçin mit sechs Suiten, deren letzte mit dem programmatischen Titel Concert calotin überschrieben ist; die einzelnen Sätze lauten Ouverture [à la française], Marche des Epicuriens, Marche des Vestales, Les Turlupins, Sarabande pour le Songe creux, Loure pour les Importans und Chaconne. Diese Kompositionen halten sich ganz an die Tradition der französischen Clavecin-Schule und tragen bedeutungsvolle Überschriften wie Le Pendat d’oreille, La Noce d’Auteuil, Les Petits Doights du claveçin, Le Chant de l’alouette oder La jeune Muse, letztere wohl ein musikalisches Porträt der Widmungsträgerin, Mademoiselle de Simiane.
Das Livre d’orgue des Komponisten trägt zwar die Jahreszahl 1756, jedoch sind einige Stücke davon wohl schon 1705 bis 1710 entstanden, weil sie offensichtlich das Vorbild von Jean-Adam Guilain und Louis-Nicolas Clérambault zeigen. Diese Ansammlung recht ungleichartiger Werke enthält viele Stücke, die man eher als Orgelversetten bezeichnen könnte, die den Zweck haben, mit den Strophen gottesdienstlicher Lieder abzuwechseln; der Hauptteil besteht aus Reihen von Magnificat-Vertonungen für die Vesper. Hier wird bei einigen Sätzen der Rahmen der Kirchentonarten verlassen und es werden geläufigere Tonarten benutzt; gleichzeitig werden italienische Einflüsse hörbar. Auffallend ist beispielsweise der sehr originelle Dialogue de cromorne et cornet mit seinen punktierten Rhythmen, der üppigen Ornamentik und den überraschenden chromatischen Fortschreitungen. Das im Jahr 1745 veröffentlichte Lehrwerk Le Tour de clavier sur tous le tons majeurs et mineurs trägt die offenkundige Handschrift eines Cembalisten und Organisten mit langer musikpädagogischer Erfahrung; dieses Werk befasst sich insbesondere mit den »tons outrez«, den damals ungebräuchlichen Tonarten mit mehr als drei Vorzeichen. Modulationen in f-Moll (Vorzeichen: vier »b«) gibt es beispielsweise auch in seinem Livre d’orgue. Die kammermusikalischen Werke Dornels (Solosonaten und Triosonaten) stehen wie die entsprechenden Kompositionen von François Couperin unter dem erheblichen Einfluss des italienischen Stils; insbesondere in den Violinsonaten aus dem Jahr 1711 mit den Titeln La Marais, La Couprin, La Bournonville, La Forcroy, La Sauvion, La Clerambault, La Presidente und La Senaltié ist der Einfluss von Arcangelo Corelli unverkennbar. All diese Sonaten bestehen aus vier oder fünf Sätzen, bei denen die Tempo-Vorschriften stets zwischen langsam und schnell abwechseln.

## Werke
- Geistliche Vokalmusik (alle verloren)
  - Grand Motet »Eructavit cor meum«, 1726
  - Grand Motet »Domine Dominus noster«, 1731
  - Grand Motet »Laudate pueri Dominum«, 1745
- Weltliche Vokalmusik
  - »Pastorelle en musique« für Bass, Diskant und Diskantvioline oder Diskantflöte, 1709
  - »La fin des siècles«, cantate spirituelle für Bass und Diskantvioline, nach 1719
  - »Les Caractères de la musique«, Kantate für Diskant und simphonie, 1721
  - »Le Tombeau de Clorinde«, Kantate für Bass und Diskantvioline, 1723
  - »La Discorde banie« Kantate für Diskant, etwa 1742, verloren
  - 2 Airs: »Pour garder le feu de Vesta«, Marche des Vestales und »Aimable Paix«, Air de la Paix, in: Mercure de France, Juli 1731 und August 1748
  - verschiedene Airs in den bei Ballard zwischen 1704 und 1735 erschienenen Sammlungen
- Kammermusik
  - »Livre de simphonies, contenant six suittes en trio pour les flûtes, violons, hautbois etc. avec une sonate en quatuor«, 1709
  -  »[Huit] Sonates à violon seul et [quatre] suites pour la flûte traversière avec la basse […], Œuvre second«, 1711
  -  »[Sept] Sonates en trio pour les flûtes allemandes, violons, hautbois etc […], Œuvre IIIe«, 1713
  - »Concerts de simphonies. IIIe livre contenant six concerts en trio pour les flûtes allemandes, violons, hautbois etc […] deux en duo avec un autre à trois dessus sans basse«, 1723
- Klavier- und Orgelmusik
  - »Pièces de clavecin«, 1731
  - »Livre d’orgue«, 1756
- Unterrichtswerk
  - »Le Tour de clavier, sur tous le tons majeurs et mineurs; pour conduire facilement les étudiants d’accompagnement à connoître les tons les plus difficiles«, Paris 1745.

## Ausgabe
- Norbert Dufourcq (Hrsg.): Livre d’orgue, Paris 1968